# Foofur
Foofur is een tekenfilmserie uit de jaren tachtig, gemaakt door de studio Hanna Barbera naar een stripfiguur van de Belgische tekenaar Freddy Monnickendam.
De reeks werd vanaf 1986 in de Verenigde Staten vertoond; in België en Nederland werd het vanaf 1987 uitgezonden door de toenmalige BRT en de AVRO. Momenteel is de reeks te zien op de nostalgiezender Pebble TV. De herkenningstune werd gecomponeerd door Henk Westbroek en Henk Temming, en gezongen door Caroline Tensen.
Het hoofdpersonage, Foofur, is een blauwe hond die het fortuin van zijn bazin heeft geërfd. Samen met vijf andere honden en de kat Spinner woont hij in een oud landhuis, dat eigendom is van mevrouw Kraaiepoot. Foofurs nichtje heet Rocki, zijn vriendinnetje heet Dolly. Louis, Annabel, Hazel, en Fritz-Carlos zijn de andere honden. Mevrouw Kraaiepoot weet echter niet dat zij allemaal in haar huis wonen; telkens wanneer zij thuiskomt, moeten ze zich verschuilen, ook al omdat Pepe, het hondje van mevrouw Kraaiepoot, hun vijandig gezind is. Daarenboven woont in de kelder een aantal vervelende ratten. Dankzij zijn scherpzinnigheid en vindingrijkheid weet Foofur zijn vrienden echter steeds opnieuw uit talloze benarde situaties te redden, die door de ratten of door mensen veroorzaakt worden.
Van Foofur verschenen naast tekenfilms ook boeken, luistercassettes, knuffels, puzzels en mokken.